# Занкт-Освальд-Рідльгютте
Занкт-Освальд-Рідльгютте (нім. Sankt Oswald-Riedlhütte) — громада в Німеччині, знаходиться в землі Баварія. Підпорядковується адміністративному округу Нижня Баварія. Входить до складу району Фраюнг-Графенау.
Площа — 40,28 км2. Населення становить 2928 ос. (станом на 31 грудня 2020).